# Dánia népessége
Dánia népessége 2013. október 1-jén 5 623 501 fő volt, ez az ország területére vetítve 126 fő/km²-es népsűrűséget jelent.

## Nemzetiségek
Dánia népességének túlnyomó többsége skandináv származású, kisebb csoportok grönlandi inuit, feröeri vagy más eredetű bevándorlók. Hivatalos adatok szerint a bevándorlók és leszármazottaik száma 461 614 fő (2005. október 1.), a népesség 8,5%-a.
A népesség területi eloszlása egyenlőtlen. A Nagy-Bælttől és a Langelands Bælttől keletre eső országrész területe csak 9622 km² (az ország területének 22,7%-a), ezzel szemben itt él a népesség 45%-a (2 445 168 fő). A népsűrűség itt 254 fő/km². míg a nyugati részen 91 fő/km².
A 15 év feletti népesség 99%-a tud írni-olvasni. A teljes termékenységi arányszám 1,74 (2006-os becslés). Az éves átlagos népességnövekedés 0,33%.
A dán nyelvet mindenütt beszélik az országban. A német határ mentén a németet is ismerik. Sok dán folyékonyan beszéli az angolt is, főként a városiak és a fiatalok, akik az iskolában is tanulták.

## Népességfejlődés

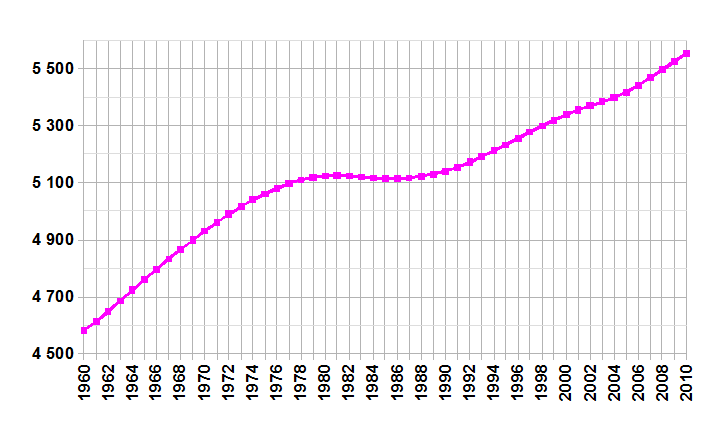
Dánia népességének változása 1961-2003

## Vallás

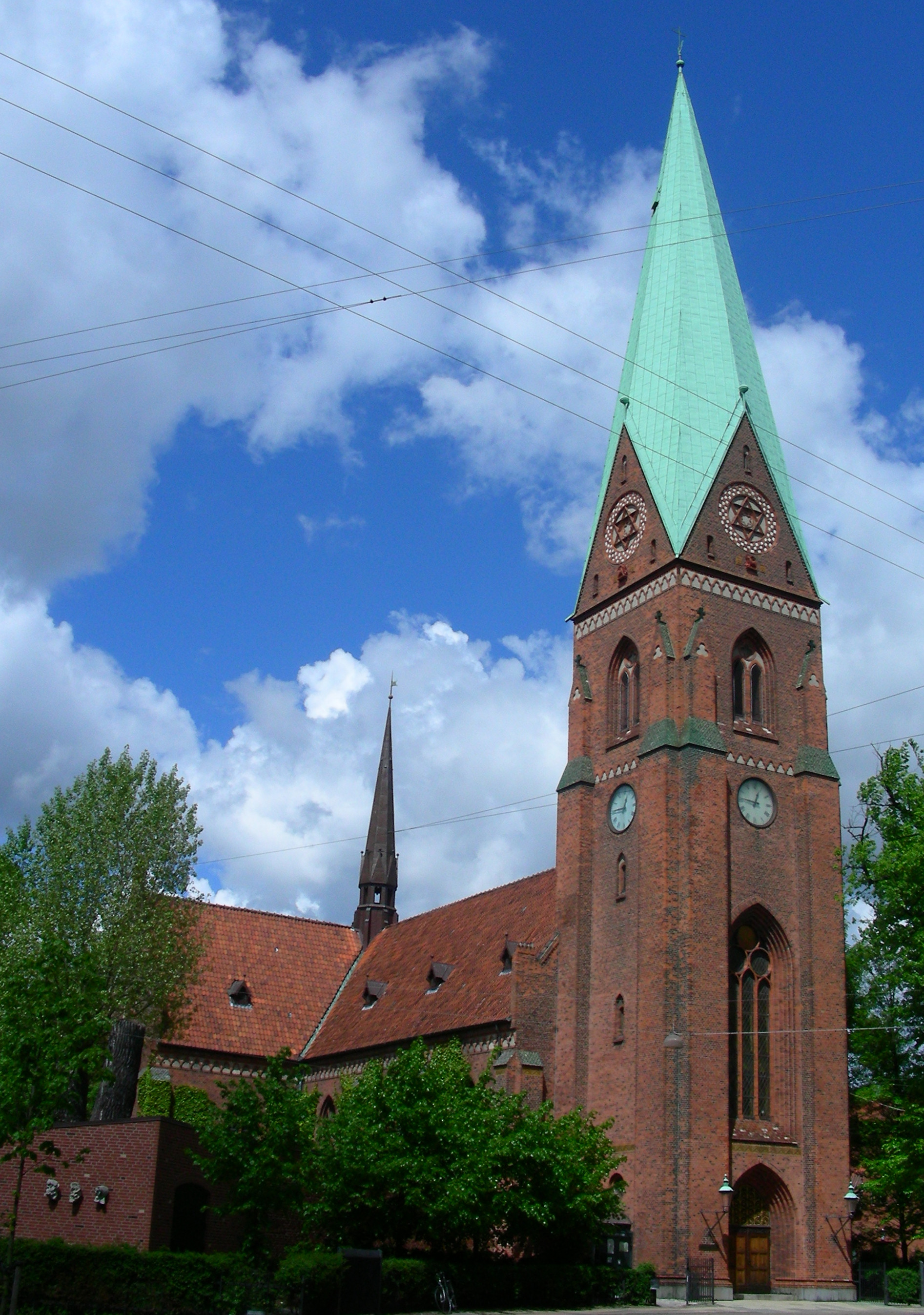
A koppenhágai Szent Kereszt templom

A 2005. januári hivatalos adatok szerint Dánia lakosságának 95%-a a evangélikus Dán Népegyház (Den Danske Folkekirke) tagja. A fennmaradó rész többsége más keresztény felekezetekhez tartozik, míg a muszlimok aránya 2% körül van. Dániában vallásszabadság van, és számos kisegyház és más közösség létezik a népegyházon kívül.

## Legnépesebb települések
A legnagyobb város a főváros, Koppenhága Sjælland szigetén. Århus, Aalborg és Esbjerg Jyllandon, Odense Fyn szigetén fekszik.